# Masaru Konuma
Masaru Konuma (小沼勝, Konuma Masaru), né le 30 décembre 1937 à Otaru et mort le 22 janvier 2023, est un réalisateur japonais réputé pour les films Roman Porno qu'il a dirigés pour le compte des studios Nikkatsu au cours des années 1970.

## Biographie et carrière

### Débuts
Masaru Konuma est né le 30 décembre 1937 à Otaru, Japon. En 1941, au cours de la Seconde Guerre mondiale, son père, enseignant, est enrôlé dans le contingent. Atteint de tuberculose au cours de l'année de son incorporation, il est renvoyé dans son foyer où il décède.
Après la guerre, sa mère se remarie. Le jeune Masaru, alors âgé de 15 ans, est envoyé vivre à Tokyo. Konuma se souvient « À cette époque, il n'y avait pas la télévision. Je ne savais rien de Tokyô. Cette ville m'était aussi lointaine que l'Afrique ou l'Alaska [le sont] pour les enfants [japonais] de nos jours. Je n'ai pas voulu partir. J'ai pleuré. ».
Konuma va voir des films pour essayer de lutter contre la solitude et la nostalgie du toit familial. Il se spécialise dans l'étude du cinéma au Département Artistique de l'université Nihon. En 1961, peu après avoir obtenu son diplôme, Konuma travaille aux studios Nikkatsu en même temps que le cinéaste Yuki et les réalisateurs Koyū Ohara et Noboru Tanaka. Tous les quatre ne tardent pas à former une équipe connue pour le caractère propre à chacun des personnages la composant: « Yuki l'appliqué, Ohara le négligent, Tanaka le loyal et Konuma l'insouciant ». Konuma commence sa carrière comme « cinquième » assistant réalisateur. Cela veut dire qu'il porte le porte bloc-notes. Il endure cette position peu honorifique avec l'espoir de devenir réalisateur à part entière. Au début de sa carrière il est l'assistant réalisateur de Daikyojū Gappa (1967) pour le film kaijû de la firme Nikkatsu et paru aux États-Unis sous le titre Monster from a Prehistoric Planet (Le Monstre venu d'une planète préhistorique). Seijun Suzuki est l'un des quelques réalisateurs qui ont marqué Konuma de leur empreinte au cours de ses débuts chez Nikkatsu.

### Les «Roman Porno»
Vers la fin des années 1960, Konuma perd peu à peu son audience à la télévision et ses films ne sont plus à l'honneur. À cette époque les assistants réalisateurs migrent vers la télévision ou vers des occupations sans rapport avec le cinéma. Afin de trouver de nouveaux spectateurs, Takashi Itamochi, président de Nikkatsu, décide d'octroyer des budgets importants et des professionnels talentueux aux films roses qui, jusque-là, étaient réalisés par des cinéastes indépendants nantis de petits moyens financiers tel que Koji Wakamatsu. Ne souhaitant pas travailler sur des films de sexe, beaucoup de réalisateurs quittent les studios. Konuma n'a pas de tels états d'âme: « A ce moment-là, le plaisir de devenir réalisateur primait sur tout le reste...J'étais simplement heureux de faire des films. » annonce-t-il.
Le premier film de Konuma en tant que réalisateur s'intitule Call of the Pistil et paraît en 1971. En 1974, il réalise pour Nikkatsu ses deux films les plus connus - Fleur secrète et Une femme à sacrifier - dans lesquels il met l'actrice Naomi Tani devant la caméra. Konuma commente l'introduction du sadomasochisme dans les Roman Porno en ces termes : « En général, les spectateurs de Roman Porno veulent voir ce qu'il ne peuvent réaliser chaque jour. Ces personnes s'excitent à la vue d'actes qu'ils peuvent - ou ne peuvent pas - accomplir sur leur femme ou leur compagne. Des choses qu'ils ne pourraient pas faire sans divorcer ou se retrouver en prison. Par exemple, j'étais fréquemment désigné pour réaliser des films contenant des scènes de viol. Je ne suis personnellement pas le genre d'homme capable de violer quelqu'un. Je veux lire le bonheur sur le visage d'une femme lorsque nous pratiquons du sexe... Les films sont des digressions. Ils peuvent parfois être laids, mais ils restent des fantaisies. J'étais le faiseur de rêves,. ».

### Mort
Il meurt le 22 janvier 2023 dans un hôpital de Tokyo des suites d'une pneumonie,.

## Filmographie sélective

### Années 1970
- 1971 : Call of the Pistil (花芯の誘い, Kashin no izanai?)
- 1972 : Love Hunter: Hot Skin (ラブハンター 熱い肌, Koi no karyudo: Atsui hada?)
- 1972 : Headlights In The Rain (雨のヘッドライト?)
- 1972 : Secret Wife (隠し妻, Kakushizuma?)
- 1972 : Three Wives: Wild Nights (妻三人 狂乱の夜, Tsuma san-nin: Kyoran no yoru?)
- 1973 : Afternoon Affair: Kyoto Holy Tapestry (昼下りの情事 古都曼陀羅, Hirusagari no joji Koto-mandara?)
- 1973 : Erotic Journey: Love Affair In Hong Kong (色情旅行 香港慕情, Shikijo Ryoko: Hong Kong bojo?)
- 1973 : Female Teacher: Sweet Life (女教師 甘い生活, Onna kyoshi: Amai seikatsu?)
- 1974 : White Whore (白い娼婦　花芯のたかまり, Kashin no takamari?)
- 1974 : Lost Love: Oil Hell (ロスト・ラブ －あぶら地獄－, Lost Love: Abura jigoku?)
- 1974 : Fleur secrète (花と蛇, Hana to hebi?)
- 1974 : Une femme à sacrifier (生贄夫人, Ikenie fujin?)
- 1975 : Lesbian World: Ecstasy (レスビアンの世界 －恍惚－, Lesbian no sekai: Kōkotsu?)
- 1975 : Female Teacher: Boy Hunt (女教師　少年狩り, Onna Kyoshi: Shonen-gari?)
- 1975 : Great Edo: Secret Story Of A Female Doctor In Trouble (大江戸　(秘)おんな医者あらし, Oedo: Maruhi onna isha arashi?)
- 1975 : Wet Vase ou Wet Tattooed Vagina (濡れた壺, Nureta tsubo?)
- 1976 : Cloistered Nun: Runa’s Confession (修道女ルナの告白, Shudojo runa no kokuhaku?)
- 1976 : Getting Raped ou Raped (犯される, Okasareru?)
- 1976 : La Vie secrète de madame Yoshino (花芯の刺青　熟れた壺, Kashin no irezumi: Ureta tsubo?)
- 1977 : Erotic Diary of an Office Lady ou Office Lady Lusty Journal: "Ah, There's Something Inside Me!" (ＯＬ官能日記 あァ！私の中で, OL kanno nikki: Ah! Watashi no naka de?)
- 1977 : Dans l'arène du vice (性と愛のコリーダ, Seito ai no corrida?)
- 1977 : Yumeno Kyūsaku no shōjo jigoku (夢野久作の少女地獄?)
- 1977 : Kifujin shibari tsubo (団鬼六「黒い鬼火」より 貴婦人縛り壺?)
- 1978 : Wandering Lovers: Dizziness (さすらいの恋人 眩暈 めまい, Sasurai no koibito: Memai?)
- 1978 : Friday Bedroom (金曜日の寝室, Kinyo-bi no shinshitsu?)
- 1978 : Sometimes... Like A Prostitute (時には娼婦のように, toki niha shōfu no yōni?)
- 1979 : College Girls On Friday (泉大八の女子大生の金曜日, Izumi Daihachi no joshidaisei no kinyobi?)
- 1979 : Mr Dilemma Man (Dilemman): Lunatic For Lust (Ｍｒ．ジレンマン　色情狂い, Mr- Dilemman: shikijo-garu?)

### Années 1980
- 1980 : Image Of A Bound Girl (団鬼六　少女縛り絵図, Dan Oniroku shoujo shibari ezu?)
- 1980 : Uptown Lady: Days Of Eros (山の手夫人　性愛の日々, Yamanote fujin: seiai no hibi?)
- 1980 : Wife's Sexual Fantasy: Before Husband's Eyes (妻たちの性体験　夫の眼の前で、今・・・, Tsumatachi no seitaiken: otto no me no maede ima?)
- 1981 : Woman Who Exposes Herself (見せたがる女, Misetagaru onna?)
- 1981 : Woman Who Is Used (あそばれる女, Asobareru onna?)
- 1981 : Fallen Angel Gang (悪女群団, Akujo gundan?)
- 1982 : Slave Contract (奴隷契約書, Dorei keiyakushu?)
- 1982 : Lady Karuizawa (軽井沢夫人, Karuizawa fujin?)[14]
- 1983 : Rope and Breasts (縄と乳房, Nawa to chibusa?)
- 1983 : Blue Rain Osaka (ブルーレイン大阪, Burū rein Ōsaka?)
- 1983 : Female Prisoner: Cage (女囚 檻, Joshuu ori?)
- 1983 : Madam Scandal - Final Scandal: Madam Likes It Hard (ファイナル・スキャンダル 奥様はお固いのがお好き, Final scandal: okusama wa okatai no ga osuki?)
- 1984 : Stewardess scandal: Kemono no youni dakishimete (スチュワーデス・スキャンダル 獣のように抱きしめて?)
- 1984 : Yawahada iro kurabe (柔肌色くらべ?)
- 1985 : Woman In The Box: Virgin Sacrifice (箱の中の女　処女いけにえ, Hako no naka no onna: shojo ikenie?)
- 1986 : Inkō (いんこう?)
- 1986 : Bed-In (ベッド・イン?)
- 1988 : Rinbu (輪舞 ＜りんぶ＞?)
- 1988 : Woman In The Box 2 ou Captured For Sex 4 (箱の中の女２, Hako no naka no onna?)

### Années 1990
- 1991 : Draft (ドラフト, Dorafuto?)
- 1992 : 雀鬼 裏麻雀勝負！ ２０年間無敗の男
- 1992 : 蕾のルチア
- 1993 : 雀鬼２ 白刃を背に
- 1994 : 雀鬼３ 治外法権麻雀
- 1994 : XX: Beautiful Hunter (雀鬼３　治外法権麻雀, XX: Utsukushiki karyuudo?)
- 1994 : 雀鬼４ 麻雀代理戦争
- 1995 : 雀鬼５ 完結篇 ひとりだけの引退試合
- 1996 : 快楽殺人女捜査官　囮 (Kairakusatsujin: onna sousakan?)
- 1996 : 雀鬼外伝 東海道麻雀無宿
- 1998 : 真・雀鬼
- 1999 : 真・雀鬼２ 麻雀無法地帯

### Années 2000
- 2000 : Nagisa (なぎさ?)

- 2002 : Onna wa basutei de fuku o kigaeta (女はバス停で服を着替えた?)

## Récompenses
Konuma est récompensé en 2001 par deux prix pour l'ensemble de sa carrière et pour son film Nagisa (2000) :
- Prix Spécial du Jury au Festival du film de Yokohama[15];
- Deutsches Kinderhilfswerk Grand Prix, Berlinale[16]

## Postérité
En 2000, le réalisateur Hideo Nakata a tourné un documentaire sur Konuma intitulé Sadistic and Masochistic.

### Vidéographie
- 2000 : Sadistic and Masochistic (サディスティック＆マゾヒスティック?), documentaire de Hideo Nakata